# Bosco Hogan
Boscoe "Bosco" Hogan es un actor irlandés, más conocido por si interpretación como Michael Ryan en la serie Ballykissangel.

## Carrera
En 1974 apareció en la película Zardoz, donde interpretó al delincuente convicto George Saden.
En 1983 interpretó a Tony Medway en la serie Tales of the Unexpected, anteriormente había aparecido por primera vez en la serie interpretando a Tom en el episodio "Vengeance Is Mine Inc." en 1980.
En 1995 interpretó de forma recurrente al oficial en jefe Wes Morton en la serie The Chief. En 1996 apareció por primera vez en la serie Ballykissangel, donde interpretó de forma recurrente al doctor Michael Ryan hasta 2001.
En 2004 interpretó al obispo Decoy en la película King Arthur, protagonizada por  Clive Owen y Keira Knightley. En 2007 se unió al elenco de la serie histórica The Tudors, donde interpretó al obispo John Fisher, hasta 2008.
En 2011 se unió como personaje recurrente a la nueva serie The Borgias, donde interpretó al cardenal Francesco Todeschini Piccolomini hasta el final de la serie en 2013.

## Filmografía
Televisión:
| Año         | Título                  | Papel                          | Notas                         |
| ----------- | ----------------------- | ------------------------------ | ----------------------------- |
| 2011 - 2013 | The Borgias             | Cardenal Francesco Piccolomini | 16 episodios                  |
| 2009        | Waking the Dead         | Padre Quinn                    | 2 episodios                   |
| 2008        | Whistleblower           | Consultante                    | episodio # 1.2                |
| 2007 - 2008 | The Tudors              | Cardenal John Fisher           | 9 episodios                   |
| 2002        | No Tears                | Funcionario Público            | miniserie                     |
| 1996 - 2001 | Ballykissangel          | Dr. Michael Ryan               | 38 episodios                  |
| 1999        | DDU                     | Inspector en Jefe Coddy        | 4 episodios                   |
| 1998        | Amongst Women           | Padre                          | miniserie                     |
| 1995        | The Chief               | Jefe Adjunto Wes Morton        | 7 episodios                   |
| 1993        | Screenplay              | Rory McGinn                    | episodio "Love lies Bleeding" |
| 1988        | A Taste for Death       | Sir Paul Berowne               | miniserie 2 episodios         |
| 1987        | Foreign Bodies          | Dermot                         | tv serie                      |
| 1983        | Tales of the Unexpected | Tony Medway                    | episodio "The Luncheon"       |
| 1981        | Sense and Sensibility   | Edward Ferrars                 | miniserie 5 episodios         |
| 1980        | A Question of Guilt     | Rev. George Dyson              | 4 episodios                   |
| 1979        | Prince Regent           | Frederick, Duque de York       | 6 episodios                   |
| 1974        | Play for Today          | Noel                           | episodio "Fugitive"           |

Cine:
| Año  | Título                                  | Papel                  | Notas                                                |
| ---- | --------------------------------------- | ---------------------- | ---------------------------------------------------- |
| 2008 | Time Passing                            | -                      | corto - junto a Pat Laffan                           |
| 2007 | Poetic Licence                          | Butch                  | corto - junto a David Kelly & Glen Barry             |
| 2007 | My Boy Jack                             | Coronel Brooks         | junto a Daniel Radcliffe & Julian Wadham             |
| 2005 | Tara Road                               | Contador               | junto a Olivia Williams & Andie MacDowell            |
| 2004 | Recoil                                  | Detective              | corto - junto a Keith McErlean                       |
| 2004 | King Arthur                             | Obispo Decoy           | junto a Clive Owen & Keira Knightley                 |
| 2002 | Evelyn                                  | Padre O'Malley         | junto a Pierce Brosnan & Sophie Vavasseur            |
| 2002 | The Magnificent Ambersons               | Frank Bronson          | junto a Gretchen Mol & Jonathan Rhys Meyers          |
| 1998 | Making the Cut                          | Inspector en Jefe Cody | junto a Brendan Gleeson & Anne Kent                  |
| 1997 | The Tale of Sweeney Todd                | Secretario             | junto a Ben Kingsley & Campbell Scott                |
| 1997 | How to Cheat in the Leaving Certificate | Lector de Noticias     | -                                                    |
| 1996 | Some Mother's Son                       | Capitán Británico      | junto a Helen Mirren & Fionnula Flanagan             |
| 1995 | Kidnapped                               | Rankeillor             | junto a Armand Assante                               |
| 1995 | The Life of Reilly                      | Sacerdote              | corto - junto a Mark O'Regan & Brendan Gleeson       |
| 1993 | In the Name of the Father               | Abogado Defensor       | junto a Emma Thompson & Daniel Day-Lewis             |
| 1992 | The Treaty                              | Erskine Childers       | junto a Ian Bannen                                   |
| 1990 | August Saturday                         | -                      | junto a John Kavanagh & Sorcha Cusack                |
| 1988 | Taffin                                  | Constructor            | junto a Pierce Brosnan                               |
| 1988 | Act of Betrayal                         | Brady                  | junto a Elliott Gould & Deborra-Lee Furness          |
| 1987 | The Rockingham Shoot                    | Reilly                 | junto a Niall Toibin & Gerard McSorley               |
| 1986 | Screamtime                              | Doctor                 | junto a Vincent Russo                                |
| 1984 | Anne Devlin                             | Robert Emmett          | junto a Brid Brennan, Des McAleer & David Kelly      |
| 1981 | Miss Morison's Ghosts                   | Rev. Oliver Hodgson    | junto a Wendy Hiller & Niall Toibin                  |
| 1980 | The Outsider                            | Finbar Donovan         | junto a Craig Wasson, Patricia Quinn & T. P. McKenna |
| 1978 | The Dancing Princesses                  | Jamie                  | junto a Joseph O'Conor                               |
| 1978 | Exposure                                | Eugene                 | junto a T. P. McKenna & Terry Donnelly               |
| 1978 | Farmers                                 | Sean                   | junto a Deirdre Donnelly                             |
| 1977 | A Portrait of the Artist as a Young Man | Stephen Dedalus        | junto a T. P. McKenna & John Gielgud                 |
| 1974 | Zardoz                                  | George Saden           | junto a Sean Connery & Charlotte Rampling            |

Narrador:
| Año  | Título                                | Notas    |
| ---- | ------------------------------------- | -------- |
| 2007 | 4th. Irish Film and Television Awards | narrador |

Teatro:
| Año  | Obra              | Personaje | Director      | Teatro        | Notas                                                       |
| ---- | ----------------- | --------- | ------------- | ------------- | ----------------------------------------------------------- |
| 2005 | A Cry from Heaven | Felim     | Olivier Py    | Abbey Theatre | junto a Kelly Campbell & Alan Turkington                    |
| 1968 | Borstal Boy       | -         | Tomas Mac Ann | Abbey Theatre | junto a Frank Grimes, Micheal O Haonghusa & Vincent Dowling |